# Кейп-Мей (округ)
Округ Кейп-Мей (англ. Cape May County) — округ штата Нью-Джерси, США. Занимает площадь 1606 км². Согласно переписи населения 2000 года, в округе Кейп-Мей проживало 102 326 человек. По оценке Бюро переписи населения США, к 2008 году население уменьшилось на 6,3 %, до 95 838 человек. В городе Кейп-Мей-Корт-Хаус располагается административный центр округа. Крупнейшим населённым пунктом округа является Ошен-Сити. В округе также располагается курортный город Уайлдвуд.